# Svensk mesterskab i ishockey 1942
Det svenske mesterskab i ishockey 1942 var det 20. svenske mesterskab i ishockey for mandlige klubhold. Mesterskabet havde deltagelse af 31 klubber og blev afviklet som en cupturnering i perioden 8. februar - 13. marts 1942.
Mesterskabet blev vundet af Hammarby IF, som blev svenske mestre for femte gang i alt men for første gang siden 1937. I finalen vandt Hammarby IF med 3-0 over de forsvarende mestre fra Södertälje SK. Mestrene scorede et mål i hver af de tre perioder, og scoringerne var signeret Åke Andersson, Kurt Kjellström og Bertil Lundell. Finalen blev spillet på Stockholms stadion i 10 graders frost, hvor kampen blev overværet af 3.761, hvilket var ny tilskuerrekord til en SM-finale. I Södertälje stimlede folk sammen på Stora Torget for at lytte til redaktør Sten Hedins direkte reportage fra kampen via telefon.
Hammarby IF var i SM-finalen for tiende gang men for første gang siden 1938. Södertälje SK havde kvalificeret sig til slutkampen for ottende gang i alt og anden sæson i træk, og det var femte gang, at de måtte nøjes med sølvmedaljerne. De to hold havde tidligere mødtes i SM-finalerne i 1931, hvor Södertälje SK vandt, samt i 1932 og 1937, hvor Hammarby IF i begge tilfælde vandt mesterskabet.

## Resultater

### Første kvalifikationsrunde
| 8. marts  | IF Fellows - Uddens IF  | 1–0 |
| 10. marts | IK Huge - Sandvikens IF | 1–7 |

### Anden kvalifikationsrunde
| 10. marts | Sörhaga IK - IF Fellows   | 2–1 |
| 13. marts | Brynäs IF - Sandvikens IF | 4–3 |

### Første runde
| 8. februar  | Skuru IK - Karlbergs BK         | 0–1  |
| 15. februar | Nacka SK - Hornstulls IF        | 3–1  |
| 15. februar | AIK - Rålambshofs IF            | 9–0  |
| 15. februar | IK Hermes - Djurgårdens IF      | 3–1  |
| 15. februar | IF Göta Karlstad - Sörhaga IK   | 4–0  |
| 15. februar | Brynäs IF - Mora IK             | 8–3  |
| 15. februar | GIF Sundsvall - IFK Nyland      | 1–9  |
| 17. februar | IK Sirius - IF Vesta            | 1–5  |
| 17. februar | Västerås IK - IF Aros           | 2–3  |
| 17. februar | IFK Norrköping - IK Sleipner    | 3–0  |
| 20. februar | UoIF Matteuspojkarna - IK Sture | 11–0 |

### Ottendedelsfinaler
| Dato        | Kamp                                 | Res. | Perioder      | Tilsk. | Spillested  |
| ----------- | ------------------------------------ | ---- | ------------- | ------ | ----------- |
| 19. februar | IF Vesta - Nacka SK                  | 3–3  |               |        |             |
| 21. februar | IFK Mariefred - AIK                  | 2–6  |               |        |             |
| 22. februar | IFK Norrköping - IK Göta             | 3–13 |               |        |             |
| 22. februar | Brynäs IF - IFK Nyland               | 2–10 |               |        |             |
| 22. februar | IF Aros - Reymersholms IK            | 1–4  |               |        |             |
| 24. februar | Hammarby IF - IK Hermes              | 5–0  | 1-0, 1-0, 3-0 | 200    | Hammarby IP |
| 24. februar | Södertälje SK - UoIF Matteuspojkarna | 5–2  |               |        |             |
| 25. februar | IF Göta Karlstad - Karlbergs BK      | 0–6  |               |        |             |

#### Omkamp
| 24. februar | IF Vesta - Nacka SK | 3–4 |

### Kvartfinaler
| Dato        | Kamp                            | Res. | Perioder      | Tilsk. | Spillested  |
| ----------- | ------------------------------- | ---- | ------------- | ------ | ----------- |
| 28. februar | AIK - IFK Nyland                | 2–1  |               |        |             |
| 3. marts    | Karlbergs BK - IK Göta          | 4–2  |               |        |             |
| 6. marts    | Södertälje SK - Reymersholms IK | 2–0  |               |        |             |
| 9. marts    | Hammarby IF - Nacka SK          | 4–1  | 1-0, 1-1, 2-0 | 164    | Hammarby IP |

### Semifinaler
| Dato      | Kamp                         | Res. | Perioder      | Tilsk. | Spillested         |
| --------- | ---------------------------- | ---- | ------------- | ------ | ------------------ |
| 10. marts | Karlbergs BK - Södertälje SK | 0–2  |               |        |                    |
| 11. marts | AIK - Hammarby IF            | 0–4  | 0-0, 0-2, 0-2 | 317    | Stockholms stadion |

### Finale
| Dato      | Kamp                        | Res. | Perioder      | Tilsk. | Spillested         |
| --------- | --------------------------- | ---- | ------------- | ------ | ------------------ |
| 13. marts | Hammarby IF - Södertälje SK | 3–0  | 1-0, 1-0, 1-0 | 3.761  | Stockholms stadion |

## Spillere
Hammarby IF's mesterhold bestod af følgende spillere:
- Stig Emanuel "Stickan" Andersson (4. SM-titel)
- Åke "Plutten" Anderssson (3. SM-titel)
- Sven "Svenne Berka" Bergquist (3. SM-titel)
- Ragnar "Ragge" Johansson (3. SM-titel)
- Kurt "Kurre Kjellis" Kjellström (1. SM-titel)
- Gunnar "Robert Taylor" Landelius (1. SM-titel)
- Bengt Liedstrand (4. SM-titel)
- Bertil "Berra" Lundell (5. SM-titel)
- Holger "Hogge" Nurmela (1. SM-titel)
- Bror "Lulle" Pettersson (1. SM-titel)